# Sesquicentennial Exposition
L'Esposizione Internazionale del sesqui-centenario, in lingua inglese Sesquicentennial Exposition, è stata un'esposizione universale tenutasi nel 1926 a Filadelfia, in Pennsylvania, per celebrare il 150º anniversario della firma della Dichiarazione di indipendenza statunitense e il 50º anniversario della Centennial Exposition del 1876.